# トーレ・ヨハンソン
トーレ・ヨハンソン（Tore Johansson、1959年11月6日 - ）は、スウェーデン・マルメ在住の音楽プロデューサー、ソングライター、レコーディング・エンジニア。
かつてはバンド、Hundarnaのメンバーなどとしてスウェーデン国内のみで活動していたが、1994年にプロデュースを手がけたカーディガンズのデビュー・アルバム『エマーデイル』で世界的に名を広めた。その他、代表的なプロデュース作品にフランツ・フェルディナンドの『フランツ・フェルディナンド』（2004年）や、ニュー・オーダーの『ロスト・サイレンズ』（2015年）などがある。
日本でもカーディガンズのセカンド・アルバム『ライフ』がヒット、スウェディッシュサウンドで一世を風靡し、BONNIE PINKや原田知世など多くの日本人アーティストのプロデュースを担当した。

## 略歴
1980年代前半から、バンドHundarnaのメンバーとしてスウェーデン国内を中心に活動を開始する。いくつかのローカルアーティストの作品のプロデュースを担当したのち、スウェーデン・マルメにタンバリン・スタジオを開設。1994年に担当したカーディガンズのデビューアルバム、『エマーデイル』が国内でヒットし、1996年の「ラヴフール」が英国で2位を記録するなど世界的大ヒット作となる。
カーディガンズやクラウドベリー・ジャムなど、担当アーティストが日本で人気を博したこともあり、1996年4月には原田知世のシングル「100 LOVE-LETTERS」をきっかけに、日本人アーティストのプロデュースも開始、BONNIE PINKの『Heaven's Kitchen』（1997年）やカジヒデキの『MINI SKIRT』（1997年）、レミオロメンの『花鳥風月』（2010年）など、数々のヒット作品をこれまでに手掛けている。
日本国外では前述のカーディガンズのアルバム作品のほか、フランツ・フェルディナンドの『フランツ・フェルディナンド』（2004年）やニュー・オーダーの『ロスト・サイレンズ』（2015年）、オーケー・ゴーの『オー・ノー』（2006年）などのヒット作をプロデュース。また、オランダを代表する女性歌手、アヌークの作品も数多く手がけており、ユーロビジョン・ソング・コンテスト2013出場曲となった「バーズ」は大会では9位で終わったものの、本国オランダで1位、スウェーデンで3位を記録するなどヨーロッパ各国でヒットとなった。

## プロデュースしたアルバム
| 年     | アーティスト                 | アルバム                              | 備考                                   |
| ------ | ---------------------------- | ------------------------------------- | -------------------------------------- |
| 1983年 | Hundarna                     | 『Staden Kallar』                     | メンバーとして                         |
| 1988年 | Problem                      | 『Fork』                              |                                        |
| 1991年 | Eggstone                     | 『Shooting Time』                     |                                        |
| 1992年 | Eggstone                     | 『In San Diego』                      |                                        |
| 1992年 | Eggstone                     | 『In Lemon Grove EP』                 |                                        |
| 1994年 | The Cardigans                | 『Emmerdale』                         |                                        |
| 1994年 | Cloudberry Jam               | 『The Art of Being Cool』             |                                        |
| 1995年 | Lady Lynette & The Spokesmen | 『Moshi-Moshi』                       | メンバーとして                         |
| 1995年 | The Cardigans                | 『Life』                              |                                        |
| 1995年 | Leslies                      | 『Coming Soon To A Theatre Near You』 |                                        |
| 1996年 | 原田知世                     | 『clover』                            | 初の日本人アーティストプロデュース作品 |
| 1996年 | The Cardigans                | 『First Band on the Moon』            |                                        |
| 1997年 | カジヒデキ                   | 『MINI SKIRT』                        |                                        |
| 1997年 | 原田知世                     | 『I could be free』                   |                                        |
| 1997年 | BONNIE PINK                  | 『Heaven's Kitchen』                  |                                        |

## プロデュースしたアーティスト
- BONNIE PINK
- JUNIOR SENIOR
- SONO
- mondialito
- アンダーグラフ
- 飯塚雅弓 - アルバム「SMILE×SMILE」
- カーディガンズ
- カジヒデキ
- クラウドベリー・ジャム
- シャルロット・チャーチ
- スウェード
- セイント・エティエンヌ
- つじあやの
- トム・ジョーンズ
- ニュー・オーダー
- 原田知世
- フランツ・フェルディナンド
- 遊佐未森
- Le Couple
- レミオロメン
- 中田ヤスタカ(capsule)
- 南波志帆
- Gen